# Elaeocarpus gardneri
Elaeocarpus gardneri är en tvåhjärtbladig växtart som beskrevs av Mark James Coode. Elaeocarpus gardneri ingår i släktet Elaeocarpus och familjen Elaeocarpaceae. Inga underarter finns listade i Catalogue of Life.